# 李曼
李曼（1988年6月4日—），辽宁鞍山人，中国女演员，中央戏剧学院2005级表演系(大专)畢業。2005年因出演张艺谋的电影《满城尽带黄金甲》一角而成名，但在影片中只是一个小配角，因此她并未能大红大紫，现在多为拍摄一些电视剧。

## 概述
李曼出身于鞍山的一个工程师家庭，自幼练习舞蹈，此后在鞍山市歌舞剧院艺术学校和沈阳音乐学院中等舞蹈学校都学习过舞蹈。2005年来到北京报考艺术院校，专业考试成绩不错，达到了中央戏剧学院、北京电影学院和中国传媒大学三家院校的要求，她决定报中戏的音乐剧专业本科，但文化分差了几分没过本科线，这令李曼十分郁闷，但父亲认为专科也无妨，最终被中戏的表演系专科录取。
2006年，李曼被《满城尽带黄金甲》剧组的人看中，让她去试镜，后来经过三个月的训练被张艺谋选中，出演剧中的小婵，从而以“谋女郎”的身份被人关注。对于自己这段经历，李曼说“拍戏时候可能察觉不到张艺谋之所以是张艺谋的道理。越接触，便越崇拜他。所有拍摄结束后，我躺在床上，突然觉得，真的学到很多。作为一名新演员，我太幸运了。”
而对于李曼为何能被选中，影视马王老孙说她非常能吃苦，非常努力，骑马骑的非常好，最后被张艺谋看中。新画面老板张伟平则认为是李曼独有的个性被张艺谋在试镜时看中。李曼个性要强，拍戏也很拼命，其后在《梦幻天堂》、《十二生肖传奇》等多个剧组都被导演和工作人员称赞过她的敬业精神。
2007年，李曼由于拍摄《梦幻天堂》而错过了升本科的考试。6月，从中戏毕业。对于自己出道不久即拥有宝马车，李曼表示是父母买的。2008年4月，李曼在“贺岁十年欢乐盛典”上向记者表示将在9月回到中戏读本科。
2010年1月，李曼加盟中外合拍电影《绝恋》（《女人如花》），与黄圣依合作，签约巨力影视传媒。此后又在电影《人在囧途》中客串角色。2011年底，电视剧《黑狐》在各大卫视台播出，李曼饰演的女地下党员俞梅亦引人关注。
2012年1月，李曼公开承认自己与洪天照交往中。2012年李曼创办个人工作室。

### 事故
2010年11月25日，李曼在横店《博弈》剧组拍摄一场枪战戏被弹壳击伤头部，造成了一个3公分的口子。之后来到附近医院紧急治疗，但李曼拒绝了缝针，因为缝针要剃去头发会导致无法拍接下来的戏。

## 影视作品

### 电视剧／电影
| 首播年份 | 类型   | 剧名                 | 角色     | 備註           |
| 2006年   | 电影   | 满城尽带黄金甲       | 小婵     |                |
| 2006年   | 电影   | 看电影               | 村姑     |                |
| 2007年   | 电视剧 | 梦幻天堂             | 孔令仪   |                |
| 2008年   | 电视剧 | 少林僧兵             | 一本秀子 |                |
| 2008年   | 电视剧 | 美丽的南方           | 林晓霞   |                |
| 2008年   | 电视剧 | 江城令               | 何丽     |                |
| 2009年   | 电视剧 | 孽缘                 | 玉梅     |                |
| 2010年   | 电影   | 女人如花             | 徐乔     | 又名：绝恋     |
| 2010年   | 电影   | 人在囧途             | 曼妮     |                |
| 2010年   | 电影   | 水浒人物谱之鬼脸杜兴 | 雷三娘   | 数字电影       |
| 2010年   | 电视剧 | 十二生肖传奇         | 雪怜     |                |
| 2011年   | 电视剧 | 黑狐                 | 俞梅     |                |
| 2012年   | 电视剧 | 宫锁珠帘             | 李金桂   | 客串           |
| 2012年   | 电视剧 | 血色樱花             | 沈如画   | 又名：乱世情缘 |
| 2012年   | 电视剧 | 博弈                 | 毕家琪   |                |
| 2013年   | 电视剧 | 唐朝浪漫英雄         | 温恬儿   |                |
| 2013年   | 电视剧 | 等待绽放             | 秦冰     |                |
| 2014年   | 电视剧 | 血色迷情             | 金子     |                |
| 2014年   | 电视剧 | 新京华烟云           | 牛素云   |                |
| 2014年   | 电视剧 | 汉阳造               | 江雪     |                |
| 2014年   | 电视剧 | 怒放                 | 罗麦     |                |
| 2016年   | 电视剧 | 致单身男女           | 马春芳   |                |
| 2016年   | 电视剧 | 大世界               | 黄莺音   |                |
| 2016年   | 电视剧 | 老妈的桃花运         | 施如     |                |
| 2016年   | 电视剧 | 铁血军魂             | 淑娟     |                |
| 2017年   | 电影   | 惊天大翻盘           | 師蓉     | 網絡电影       |
| 2018年   | 电视剧 | 天乩之白蛇传说       | 小青     |                |
| 2019年   | 网络剧 | 怒海潜沙&秦岭神树    | 阿宁     |                |
| 2020年   | 电视剧 | 秋蝉(2017拍摄)       | 何樱     |                |
| 2021年   | 电视剧 | 青山遮不住           | 路小青   |                |
| 2022年   | 电影   | 红纸鹤               | 张彤     | 网络电影       |
| 2023年   | 电视剧 | 惊天岳雷             | 夏云飞   |                |
| 待播     | 电视剧 | 大唐文宗             | 段竺     | 2011年拍摄     |
| 待播     | 电视剧 | 中國式不婚           |          | 2016年拍摄     |
| 待播     | 电视剧 | 封神之天启           | 灵尧     | 2017年拍摄     |
| 待播     | 电视剧 | 一江水               |          | 2019年拍摄     |

## 荣誉
- 2007年“新浪网络盛典电影最佳新人奖”
- 2007年“福布斯最具潜力名人奖”
- 2007年一切为了孩子“爱心人物奖”
- 2008年“贺岁十年电影最受欢迎女配角奖”